# Simmias de Rhodes
Pour les articles homonymes, voir Simmias.

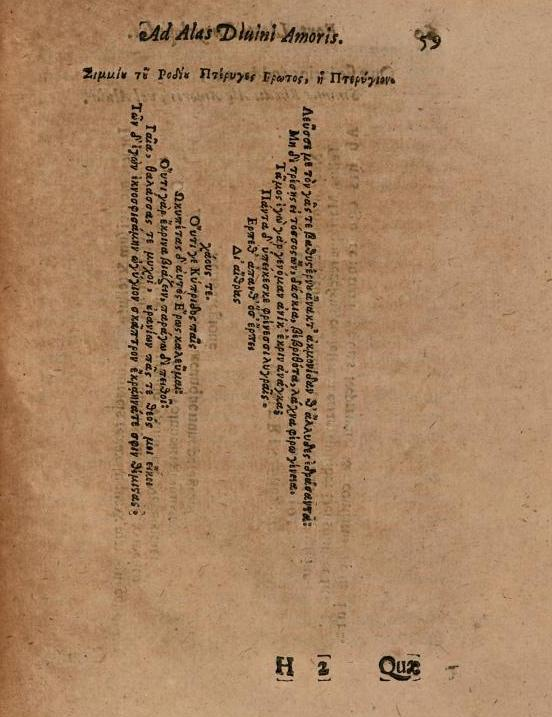
Le calligramme Les Ailes de Simmias, publié en 1640 par Fortunio Liceti.

Simmias de Rhodes (en grec ancien : Σιμμίας ὁ Ῥόδιος / Simmías ho Rhódios) est un poète et grammairien de la fin du IVe siècle av. J.-C.

## Biographie
Il est contemporain de Lycophron de Chalcis selon la Souda.

## Œuvres
Les premiers poèmes-dessins seraient dus à Simmias de Rhodes, représentant une hache, un œuf et les ailes de l'amour.
La Souda lui attribue trois glossaires et quatre recueils de poèmes (ποιήματα διάφορα / poiếmata diáphora), mais la fin de l'article qui lui est consacré semble déplacée et concerne Sémonide d'Amorgos. Il ne reste rien de ses travaux grammaticaux, mais ses poèmes sont souvent cités, entre autres par Athénée, Étienne de Byzance ou Jean Tzétzès[Où ?].
Méléagre de Gadara le place dans sa Couronne pour ses épigrammes. L’Anthologie grecque en contient six, ainsi que trois courts poèmes qui sont les premiers calligrammes connus, et qui sont intitulés Les Ailes (Πτέρυγες / Ptéruges), L'Œuf (ᾨόν / Ôión), et La Hache (Πέλεκυς / Pélékus), d'après les figures que leurs vers représentent.
L'invention de l'hexamètre choriambique (tétrasyllabique, une syllabe longue, deux syllabes brèves et une syllabe longue), mètre appelé « philicien » par les grammairiens antiques d’après Philiscos de Corcyre ; selon Héphestion, il était déjà employé par Simmias de Rhodes, mais pas pour des poèmes entiers.